# Eustrotia magna
Eustrotia magna là một loài bướm đêm trong họ Noctuidae.